# Kappa Trianguli Australis
Kappa Trianguli Australis (κ TrA, κ Trianguli Australis) é uma estrela na constelação de Triangulum Australe. Possui uma magnitude aparente de 5,11, sendo visível a olho nu em boas condições de visualização. Medições de paralaxe mostram que está a uma grande distância da Terra, a aproximadamente 1 051 anos-luz (322 parsecs), com uma margem de erro de 31anos-luz (10 pc).
Kappa Trianguli Australis é uma estrela luminosa e massiva, com uma magnitude absoluta de -2,59 e massa equivalente a 7 vezes a massa solar. Com uma idade estimada de 55 milhões de anos, está num estágio avançado de sua curta evolução, sendo uma gigante luminosa de tipo espectral G6 IIa. Dados fotométricos obtidos na missão Hipparcos mostram que a magnitude dessa estrela varia levemente por 0,0059 em um período de 0,00166 dias.